# Herulové

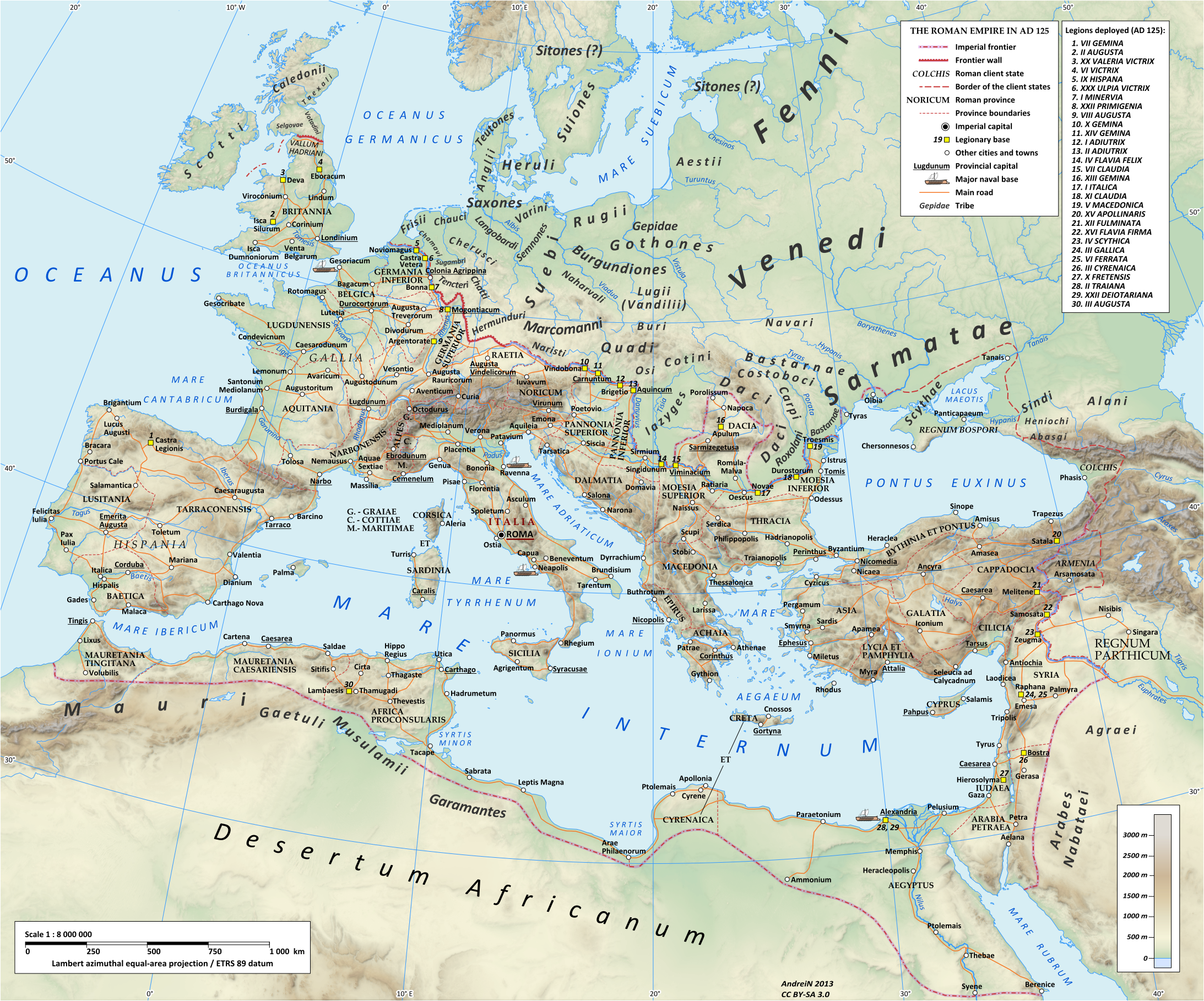
Mapa Římské říše a Evropy roku 125 n. l., Herulové označeni na dánských ostrovech.

Herulové byli východogermánský kmen, pocházející zřejmě z jižní Skandinávie. Poprvé jsou římskými autory zmiňováni jako jedna z několika „skytských“ skupin útočících na římské provincie na Balkáně ve 3. století n. l. V této době žili poblíž Azovského moře.
Od 4. století našeho letopočtu měli nad Heruly vládu nejprve Gótové, poté Hunové. Po Attilově smrti v roce 454 založili vlastní království na Dunaji a zúčastnili se Odoakerova dobývání Itálie. Jejich království bylo počátkem 6. století zničeno Langobardy. Z historie se Herulové vytratili s dobytím Itálie Langobardy.
Když byli Herulové poprvé zmíněni římskými autory ve 3. století n. l, byli spolu s Góty a spojeneckými kmeny označovány jako „Skytové“.  V moderní vědě jsou popisováni jako Germáni.
Podle Prokopa byli původně polyteisté (pravděpodobně uctívali Ódina) a v době Justiniána I. mnoho z nich byli ariánští křesťané. Ale jiné doklady o tom nemáme, všechny jejich spisy byly zničeny.

## Historie

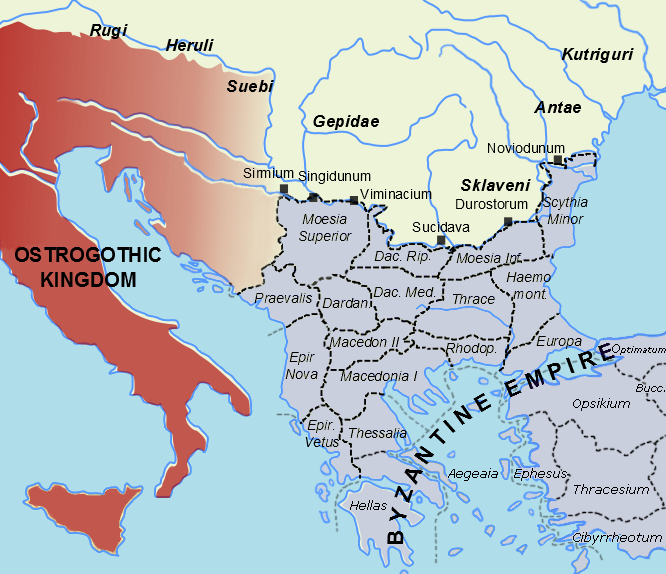
Uskupení v jihovýchodní Evropě cca roku 520 n. l. před zničením herulského království Langobardy

Přibližně na začátku 3. století n. l. opustili Jutsko a rozdělili se na dvě skupiny, tzv. západní Heruly a větší část Herulů putující na východ. Tito východní se usadili na pobřeží Černého moře a postupně se sblížili s Ostrogóty. Byli součástí Hunské říše a bojovali na její straně v bitvě na Katalaunských polích. V 5. století sídlili na území jihozápadního Slovenska, a v přilehlých oblastech Rakouska, Maďarska a Moravy, kde nejdříve uplatňovali svoji převahu nad Langobardy, ale posléze od nich byli poraženi. Část Herulů se potom vydala zpět do Skandinávie, a část se smísila s obyvatelstvem okolních zemí.

### Západní Herulové
Herulové putující na západ roku 287 zaútočili od moře na římskou provincii Galie, ale byli poraženi císařem Maximianem. Západní říše je zmíněna v roce 289 u ústí Rýna[zdroj?]. Zajatí Herulové byli usazeni v Porýní a vstupovali do římských vojenských služeb. Herulové na západě plenili oblasti Galie a Hispánie do 5. století, ale na počátku 6. století mizí z historie.

### Herulové na východě
V roce 267 úspěšně zaútočili na Byzantion, ale o 2 roky později byli poraženi v bitvě u Niše, tím byla zničena jejich východní říše.
Ve 4. století se dostali do područí Ostrogótů, později spolu s Ostrogóty do područí Hunů. Po pádu hunské říše v roce 454 založili království na jižním Slovensku, které však brzy zaniklo. Část Herulů se poté spojila s Langobardy, někteří hledali útočiště u Gepidů. V druhé polovině 5. století se herulští bojovníci usadili v Itálii a Rakousku, ale jejich moc brzy zlomil Theodorich Veliký. Okolo roku 550 Herulové definitivně mizí z historických záznamů.
Podle Prokopia se část Herulů vrátila do Skandinávie, kde se usadili poblíž Géatů. Prameny také vypovídají, že mnoho Herulů sloužilo v byzantských armádách řadu let, zvláště ve Belisarových taženích, když Byzanc dobývala někdejší državy římské říše (Itálie, severní Afrika). Několik tisíc Herulů sloužilo v osobních Belisarových strážích. V anglosaských, franských a skandinávských kronikách nejsou o Herulech zprávy, zřejmě byli známi pod jiným názvem. Na konci 3. století jsou Herulové zaznamenáni jako nájezdníci v Galii a Hispánii, tito Herulové jsou označováni jako západní, jejich sídla jsou doložena na dolním toku Rýna.
Vrch Žuráň na katastru obce Podolí u Brna (známý v souvislosti s bitvou u Slavkova) je podle některých historiků mohylou herulského krále Rodolfa.